# Франческо Россі (футболіст, 1991)
Франческо Россі (італ. Francesco Rossi; нар. 27 квітня 1991, Мерате, Італія) — італійський футболіст, воротар клубу «Аталанта».

## Клубна кар'єра
Вихованець клубу «Аталанта». У червні 2009 року був переведений до першої команди, де став третім воротарем, але так і не зігравши жодного матчу з 2011 року став грати на правах оренди в низці нижчолігових італійських клубах.
У січні 2017 року повернувся в «Аталанту», де став запасним воротарем і був дублером П'єрлуїджі Голліні.

## Досягнення
- Переможець Ліги Європи УЄФА (1):

«Аталанта»: 2023–24